# Эмбриональные стволовые клетки

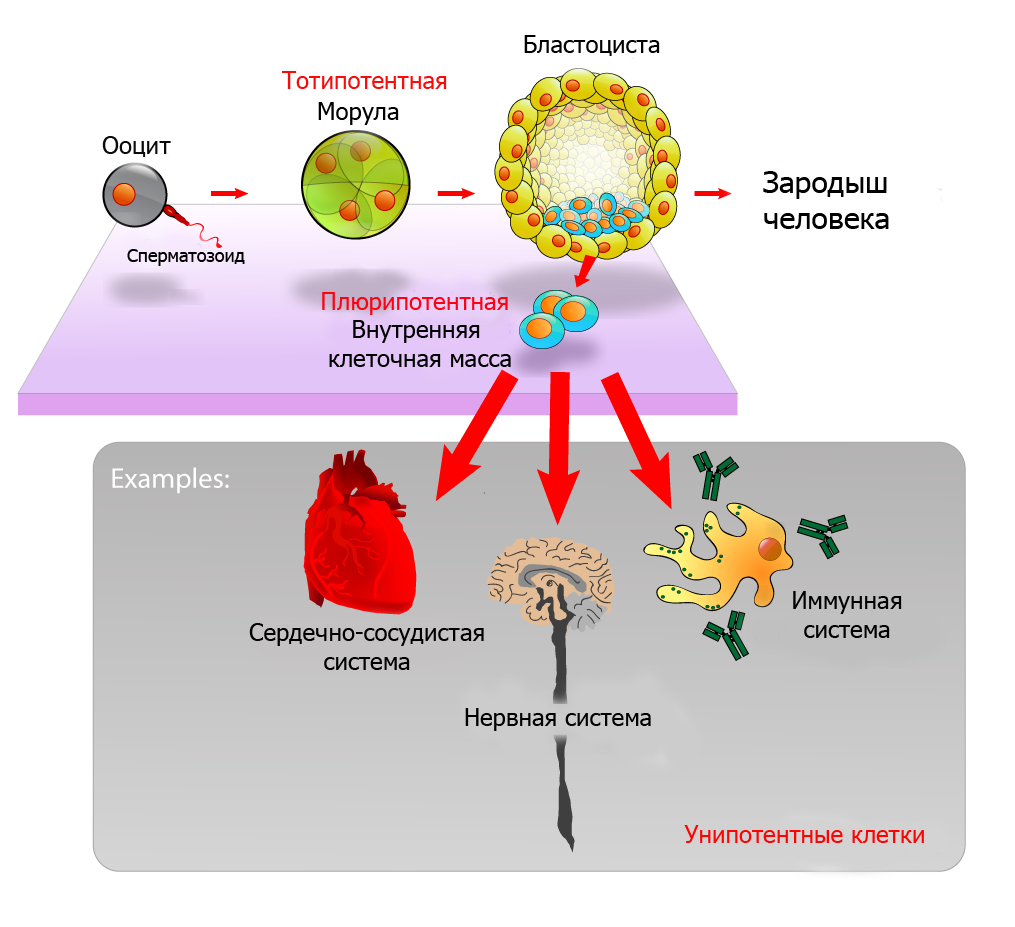
Плюрипотентные эмбриональные стволовые клетки происходят из внутренней клеточной массы внутри бластоцисты. Стволовые клетки могут стать любой тканью тела, кроме плаценты. Только клетки морулы являются тотипотентными и могут дать начало плаценте

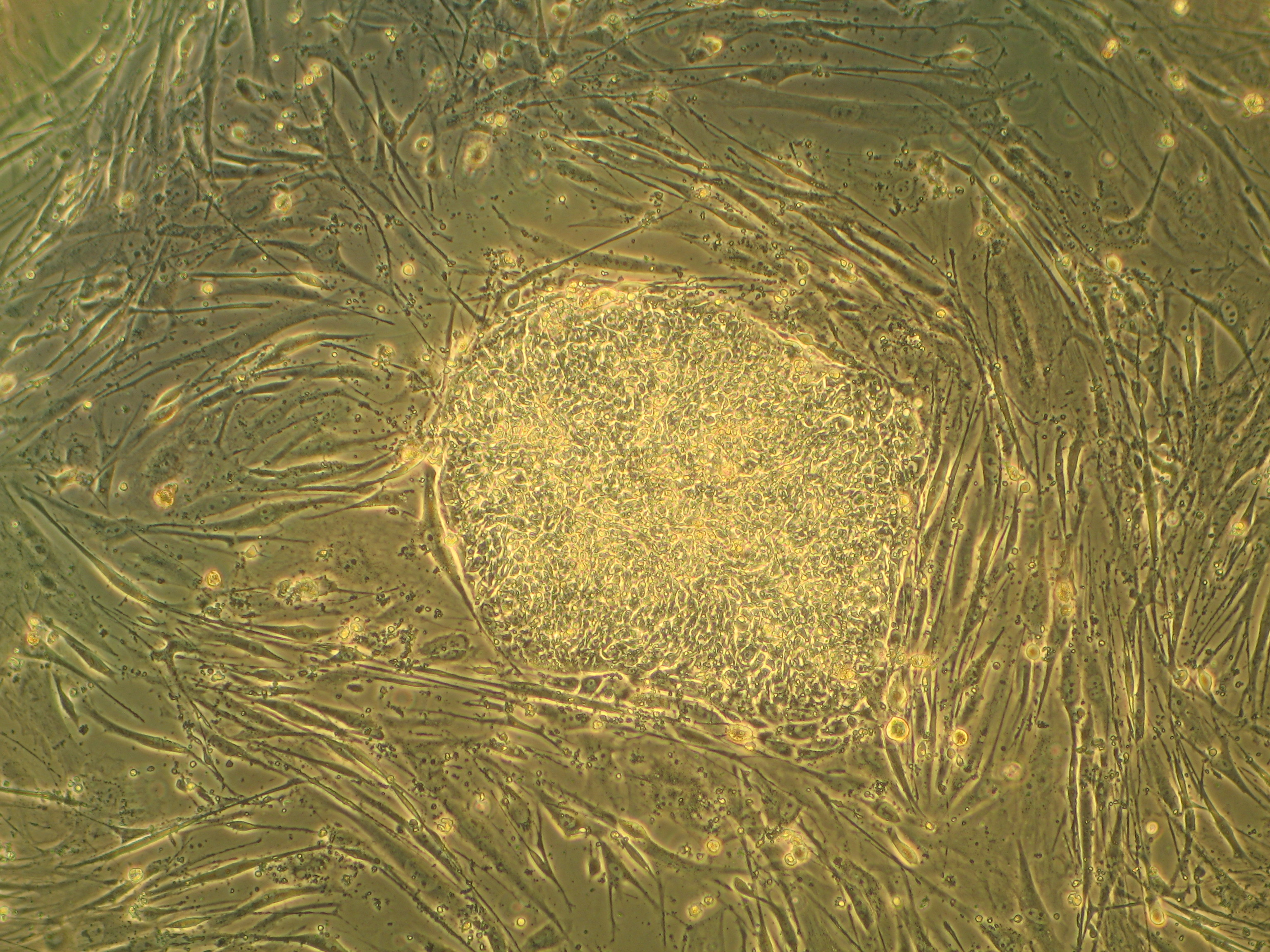
Эмбриональные стволовые клетки человека в клеточной культуре

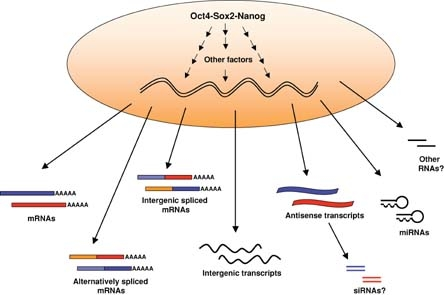
Транскриптом эмбриональных стволовых клеток

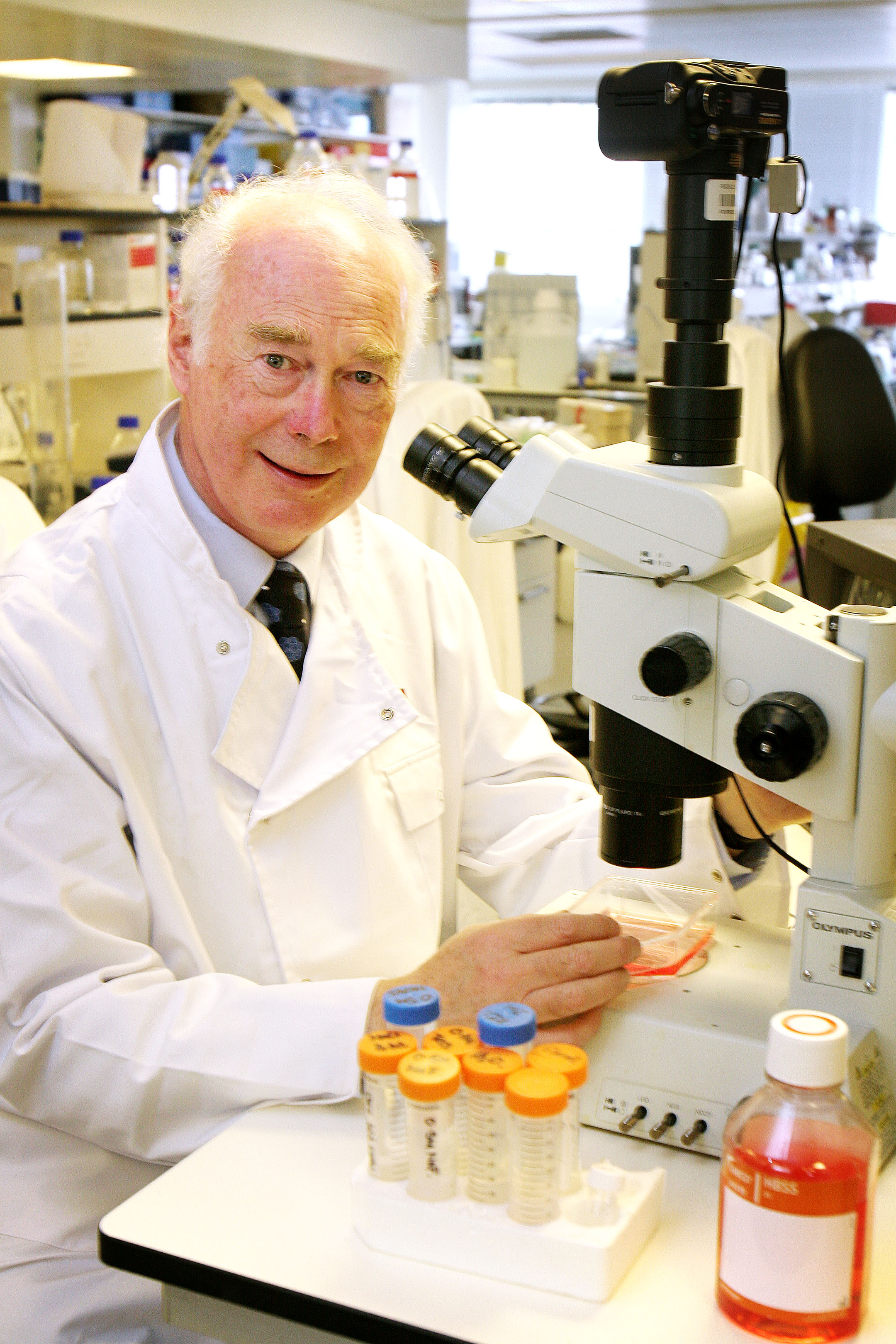
Мартин Эванс раскрыл новую технику культивирования эмбрионов мыши в матке, чтобы учесть происхождение эмбриональных стволовых клеток из этих эмбрионов.

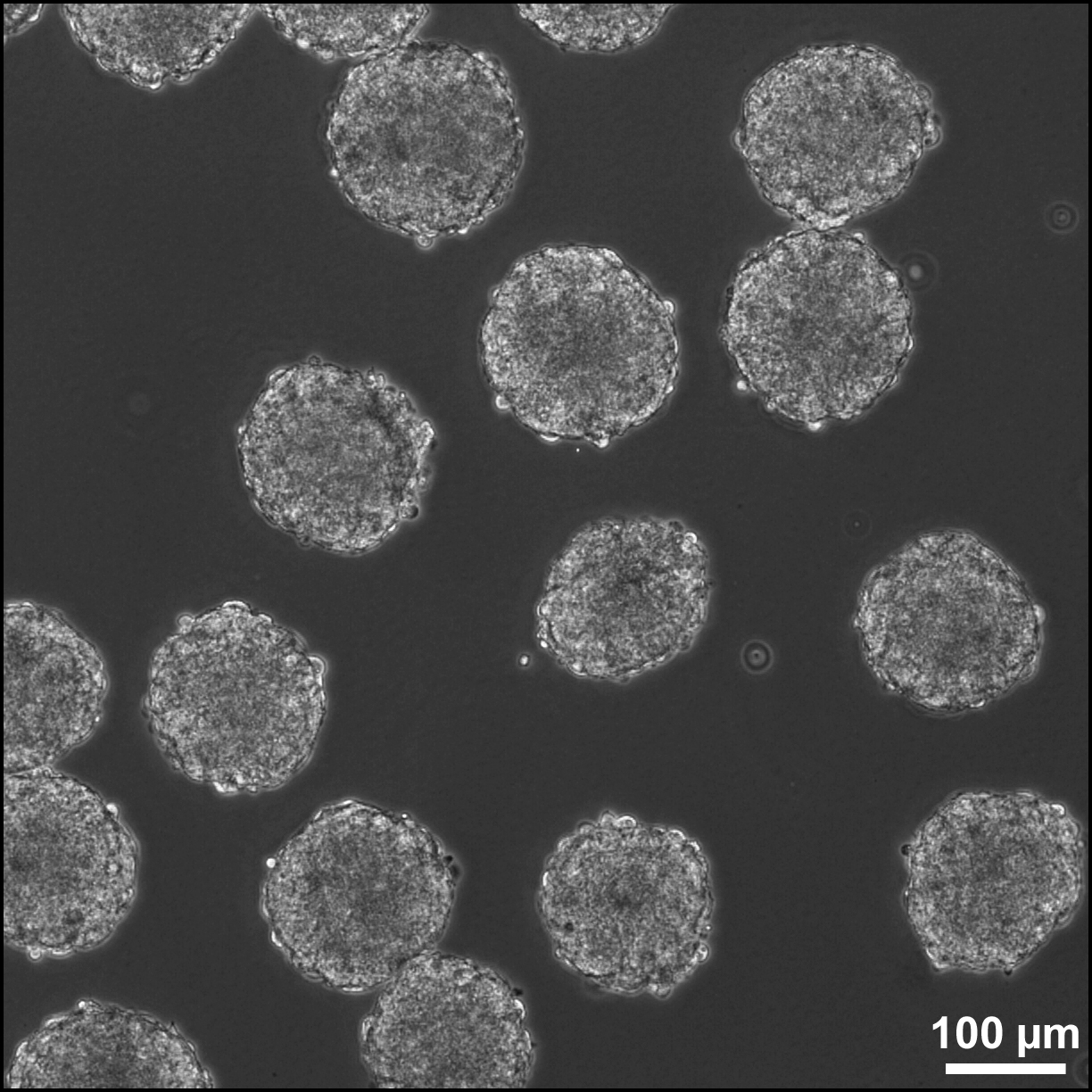
Эмбриоидные тела через 24 часа после формирования.

Эмбриональные стволовые клетки (ЭСК) — тип плюрипотентных клеток млекопитающих, поддерживаемых в культуре, которые получают из внутренней клеточной массы бластоцисты на ранней стадии развития эмбриона. Эмбрион человека достигает стадии бластоцисты спустя 5-6 дней после оплодотворения, внутренняя клеточная масса бластоцисты человека состоит из 50-150 клеток.
Эмбриональные стволовые клетки являются плюрипотентными. Это означает, что они могут дифференцироваться во все три первичных зародышевых листка: эктодерму, энтодерму и мезодерму. Плюрипотентные клетки способны к дифференцировке во все типы клеток взрослого организма, которых насчитывается около 220. Свойство плюрипотентности отличает эмбриональные стволовые клетки от мультипотентных клеток, которые могут дать начало лишь ограниченному количеству типов клеток. В отсутствие стимулов к дифференцировке in vitro эмбриональные стволовые клетки могут поддерживать плюрипотентность в течение многих клеточных делений. Это свойство называется способность к самообновлению (англ. self-renewal). Наличие плюрипотентных клеток у взрослого организма остаётся объектом научных дискуссий, хотя исследования показали, что существует возможность получения плюрипотентных клеток из фибробластов взрослого человека в лабораторных условиях в процессе так называемого репрограммирования клеток.
Ввиду пластичности и потенциально неограниченного потенциала самообновления эмбриональные стволовые клетки имеют перспективы применения в регенеративной медицине и замещении повреждённых тканей. Однако в настоящий момент не существует никакого медицинского применения эмбриональных стволовых клеток. Стволовые клетки взрослых организмов и стволовые клетки костного мозга используются для терапии различных заболеваний. Некоторые заболевания крови и иммунной системы (в том числе генетические) могут быть излечены стволовыми клетками неэмбрионального происхождения. Разрабатываются методы лечения с помощью стволовых клеток таких патологий, как онкологические заболевания, юношеский диабет, синдром Паркинсона, слепота и нарушения работы спинного мозга
Существуют как этические, так и технические затруднения, связанные с трансплантацией гематопоэтических стволовых клеток. Эти проблемы связаны, в том числе, с гистосовместимостью. Такие проблемы могут быть разрешены при использовании собственных стволовых клеток или путём терапевтического клонирования.
Для дифференцировки эмбриональных стволовых клеток достаточно подействовать на них факторами роста. Например, эмбриональные стволовые клетки мыши, дифференцированные in vitro в нейральные клетки, были использованы для восстановления повреждённого спинного мозга крысы. Для получения гепатоцитов был использован бутират натрия, а для получения гемопоэтических стволовых клеток эмбриональные стволовые клетки трансфецировали генами Cdx, HoxB4.

## История исследований и разработок

### Выделение и культураin vitro
Стволовые клетки были выделены при анализе тератокарциномы. В 1964 году исследователи показали, что клетки тератокарциномы остаются недифференцированными в культуре клеток. Такие стволовые клетки называют эмбриональными клетками карциномы. Исследователи показали, что первичные эмбриональные зародышевые клетки могут размножаться в культуре и могут образовывать разные типы клеток.
Эмбриональные стволовые клетки выделили из мышиных эмбрионов в 1981 году Мартин Эванс и Мэтью Кауфман, а также независимо от них Гэйл Мартин. Прорыв в исследовании эмбриональных стволовых клеток человека произошёл в ноябре 1998 года в группе Джеймса Томсона в Университете Висконсина. Учёные выделили такие клетки из бластоцисты человека.

### Загрязнения веществами, которые используют для поддержания клеточных культур
Сетевая версия журнала Nature Medicine опубликовало в январе 2005 года материал, согласно которому стволовые клетки человека, которые доступны для исследований, финансируемых федеральными грантами, загрязнены молекулами сред для культивирования клеток животного происхождения. Для поддержания плюрипотентности активно делящихся клеток часто используют клетки животного происхождения (обычно это клетки мышей). Выяснилось, что это порождает ряд проблем; в частности, оказалось, что сиаловая кислота животного происхождения сужает возможности применения эмбриональных стволовых клеток для терапевтических целей.
В работе, опубликованной в журнале Lancet Medical Journal 7 марта 2005 года, детально описана методика культивирования новой линии стволовых клеток в среде, полностью свободной от клеток и сыворотки животного происхождения. После более чем шестимесячного периода культивирования в недифференцированном состоянии эти клетки могли дифференцироваться в клетки всех трёх зародышевых листков как в составе тератом, так и в культуре.

## Терапевтические применения
23 января 2009 года началась первая фаза клинических испытаний по трансплантации популяции человеческих эмбриональных стволовых клеток пациентам с травмами спинного мозга. Данное исследование было основано на результатах, полученных группой Ханса Кейрстеда с соавт. в университете города Ирвин, Калифорния, США, финансируемых Корпорацией Geron (Menlo Park, Калифорния, США). Результаты данного эксперимента показали улучшение локомоторной проводимости у крыс с травмами спинного мозга. На седьмой день после трансплантации, эмбриональные стволовые клетки человека дифференцировались в олигодендроциты. В том же году было начато клиническое исследование по использованию дифференцированных производных ЭСК человека для терапии наследственной макулодистрофии сетчатки глаза, которое успешно завершилось в 2015 году. Сейчас мультицентровое продолжение исследований проходит в США, Англии, Австралии, странах Азии. 
В 2015 году американская компания Viacyte начала клинические испытания лечения диабета с использованием клеток поджелудочной железы, полученных из эмбриональных стволовых клеток человека.
В Российской Федерации терапевтическое применение и изучение эмбриональных стволовых клеток человека будет регулироваться законом «Об обращении биомедицинских клеточных продуктов», который должен быть рассмотрен Госдумой РФ в середине 2016 года.

## Индуцированные плюрипотентные стволовые клетки
Индуцированные плюрипотентные стволовые клетки (induced pluripotent stem cells, iPSC или iPS) удалось получить из клеток различных тканей (в первую очередь фибробластов) с помощью их репрограммирования методами генетической инженерии.
В ранних работах iPS пытались получить путём слияния «взрослых» клеток с ЭСК. В 2006 году были получены iPS из сперматогониев мышей и людей.
В 2006 году были разработаны методы репрограммирования клеток путём введения в них генов, кодирующих транскрипционные факторы, характерные для плюрипотентных клеток, (в первую очередь, генов транскрипционных факторов Oct4, Sox2, Klf4, c-Myc и Nanog) с помощью лентивирусов и других векторов. Репрограммирование клеток с целью превращения их в iPS было признано журналом Science главным научным прорывом 2008 г.
В 2009 году была опубликована работа, в которой с помощью метода тетраплоидной комплементации впервые было показано, что iPS могут давать полноценный организм, в том числе и клетки зародышевого пути. iPS, полученные из фибробластов кожи мышей с помощью трансформации с использованием ретровирусного вектора, в некотором проценте случаев дали здоровых взрослых мышей, которые были способны нормально размножаться. Таким образом, впервые были получены клонированные животные без примеси генетического материала яйцеклеток (при стандартной процедуре клонирования митохондриальная ДНК передаётся потомству от яйцеклетки реципиента).
В 2012 г за разработку технологии клонирования и генетического репрограммирования Нобелевская премия по физиологии и медицине была вручена Джону Гердону (Англия) и Синъя Яманака (Япония). А в 2014 г проф. М Такахаси и С. Яманака впервые произвели трансплантацию пигментного эпителия сетчатки глаза, полученного из iPS клеток пациентке с возрастной дегенерацией сетчатки.
В Японии есть государственная программа, предусматривающая, чтобы в будущем у 100 % населения были банки IPS клеток.